# Кутиша
Кутиша — село в Левашинском районе Дагестана. Административный центр и единственный населённый пункт в сельском поселении село Кутиша. 

## География

Вид на северную часть села

Расположено в 4 км к западу от села Леваши.
Уличная сеть представлена двумя улицами:
| - Имама Шамиля - Малоозёрная |

## История
Согласно местным преданиям, основание села связано с бежавшими семьями из села Аргвани: когда-то в Аргвани кровниками был убит местный правитель, но так как при кровной мести врагами становятся и многие близкие убитого, то большая группа аргванинцев бежала к шамхалу под покровительство. Тот поселил их в приграничной долине Шураозень, чтобы они охраняли эти земли от нуцальского вторжения. Как-то в сражении один из них по имени Магомедхан убил вражеского военачальника. В знак поощрения шамхал разрешил ему выбрать для постоянного поселения любой пограничный участок, тот выбрал земли нынешнего Кутиша. Так было основано село.
Аул Кутиши вписан в историю Кавказской войны. В 1846 году будущий  русский генерал Н. И. Евдокимов участвует с полком в экспедициях генерала Бебутова, завершившихся разгромом Шамиля при Кутишах. В 1850 году — в Кумухском владении и на Кутишинских высотах и в 1851 году — в боях на Кутишинских и Гамашинских высотах воевал будущий генерал Мир Ибрагим-хан Талышинский. В 1852 году, через месяц по сформировании, на позицию у Кутишинских высот выступил Дагестанский конный полк.
Исследователь Владимир Вилльер де Лиль-Адам, оказавшийся в ауле в 1873 году, пишет:
Кутиши, довольно большое селеніе, состоящее приблизительно изъ 350 дворовъ, замѣчательно какъ одно изъ немногихъ аварскихъ селеній въ Даргинскомъ округѣ. Аварцы рѣзко отличаются отъ даргинцевъ и отъ населяющихъ Дагестанъ тюркскихъ племенъ болѣе грубыми и рѣзкими чертами лица, особенно чрезмѣрно длиннымъ носомъ, ставляющимъ, сколько я могъ замѣтить, характеристическую черту аварскаго типа
В 1877 году аул стал одним из очагов восстания, получившего название «Малый газават».
В  XIX веке аул был центром Кутишинского сельского общества.
Со времени СССР и до 2005 года село было центром Кутишинского сельсовета.

## Население
| 1888  | 1895  | 1926  | 1939  | 1959  | 1970  | 1989  |
| ----- | ----- | ----- | ----- | ----- | ----- | ----- |
| 1368  | ↘1358 | ↘1219 | ↗1464 | ↘1132 | ↗1281 | ↘1002 |
| 2002  | 2010  | 2012  | 2013  | 2014  | 2015  | 2016  |
| ↗1564 | ↗1922 | ↗1950 | ↗1975 | ↗1978 | ↗2002 | ↗2029 |
| 2017  | 2018  | 2019  | 2020  | 2021  | 2023  | 2024  |
| ↗2077 | ↗2091 | ↗2104 | ↗2143 | ↘1958 | ↗1965 | ↗1994 |
| 2025  |       |       |       |       |       |       |
| ↘1992 |       |       |       |       |       |       |

Кутиша — аварское село. Жители села разговаривают на кутишинском говоре аварского языка.